# St. Maria (Flüssen)

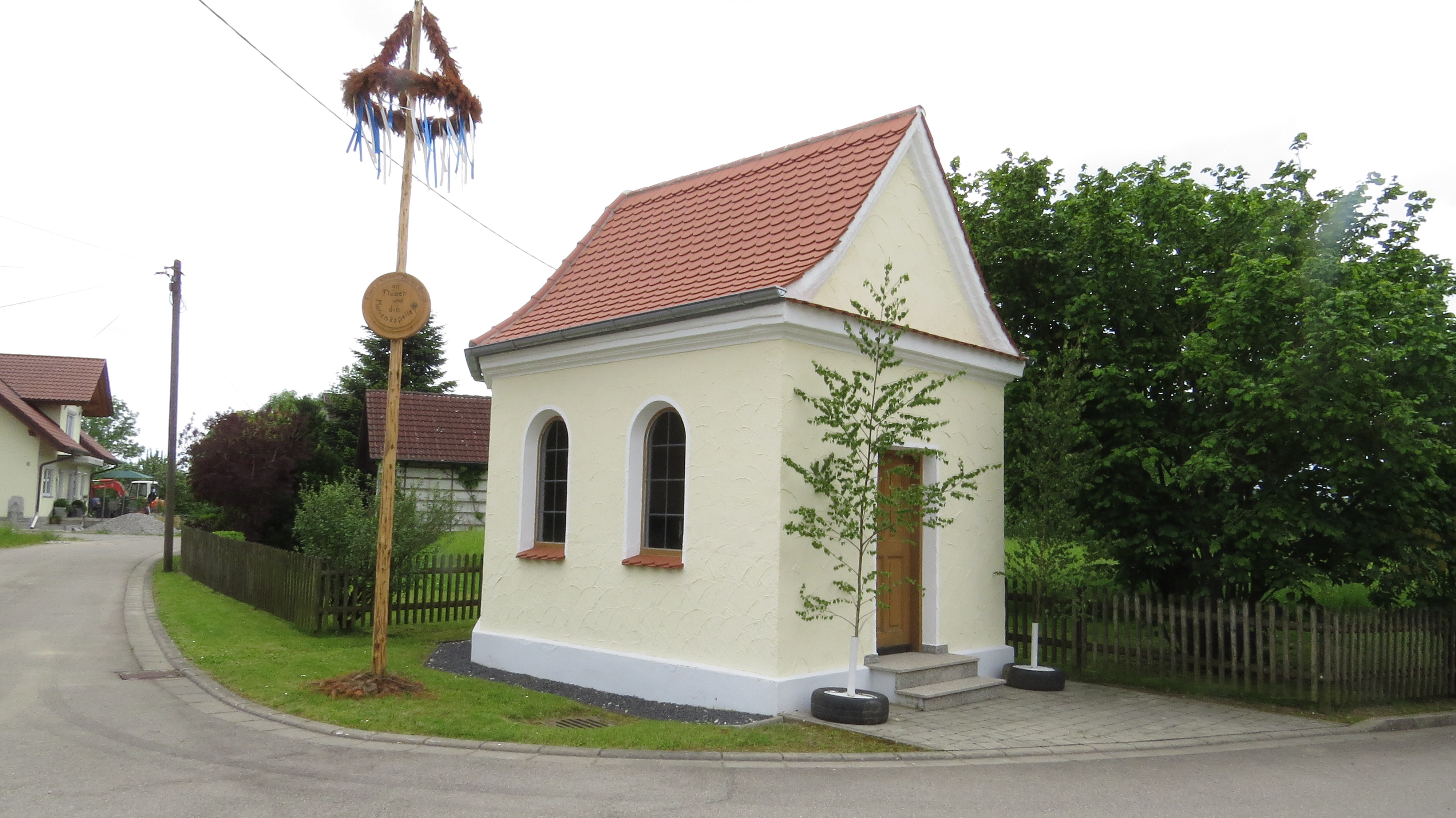
Katholische Kapelle St. Maria (2016)

Die römisch-katholische Kapelle St. Maria befindet sich in Flüssen, einem Ortsteil der Gemeinde Kettershausen im Landkreis Unterallgäu (Bayern). Die in der Mitte des 19. Jahrhunderts erbaute Kapelle steht unter Denkmalschutz.

## Baubeschreibung
Die geostete Kapelle besteht aus einem dreiseitig geschlossenen Raum. Jeweils zwei große Rundbogenfenster sind in den Längsseiten eingelassen. Über einem profilierten Gesims befindet sich eine Spiegeldecke. Der Zugang zur Kapelle erfolgt durch eine Rechtecktür an der Westseite. Unterhalb des Satteldaches ist ein profiliertes Traufgesims angebracht, das auch an der Giebelsohle fortgeführt wird. Auf dem Dachfirst über dem Giebel ist eine klassizistische Vase aufgesetzt.

## Ausstattung
Der schlichte aus Holz gefertigte spätklassizistische Altar aus der Mitte des 19. Jahrhunderts besitzt eine dunkle Fassung. In seiner Mitte befindet sich ein ovales Altarbild mit einem volkstümlichen Halbrelief der Muttergottes. Dieses wird von jeweils zwei vorgestaffelten Säulen mit geriefelten Blattzungenkapitellen flankiert. Der gesprengte Giebel sitzt auf den beiden inneren Säulen, in dessen Mitte erhebt sich der erhöhte Altaraufsatz mit Flachgiebel. Im Auszug sind zwei Engelsköpfe sowie ein Putto.
Das Gestühl ist klassizistisch und aus Nadelholz gefertigt. Es ist nicht gefasst und besitzt geschwungene Wangen mit schlichtem Ornament. Aus dem 18. oder 19. Jahrhundert stammt das klassizistische Gnadenbild, ein Holzschnitt, von Einsiedeln.